# Хелена фон Брауншвайг-Люнебург
Хелена фон Брауншвайг-Люнебург (на немски: von Braunschweig-Lüneburg; * 18 март 1223; † 6 септември 1273) от фамилията Велфи, е чрез женитби ландграфиня на Тюрингия и херцогиня на Саксония.

## Живот
Тя е втората дъщеря на Ото Детето (1204 – 1252), херцог на Брауншвайг-Люнебург, и съпругата му Матилда от Бранденбург (1210 – 1261), дъщеря на Албрехт II, маркграф на Бранденбург от фамилията Аскани.
Хелена се омъжва на 9 октомври 1239 г. за Херман II (1224 – 1241) от род Лудовинги, ландграф на Тюрингия, който умира през 1241 г. Бракът е бездетен. През 1247/1248 г. тя се омъжва за Албрехт I (1212 – 1260/1261) от Саксония-Витенберг от фамилията Аскани, херцог на Саксония, курфюрст и ерцмаршал на Свещената Римска империя. Тя е третата му съпруга.
След смъртта на нейния съпруг Албрехт през 1260 или 1261 г. тя е опекун на синовете си Йохан I и Албрехт II до пълнолетието им.

## Деца
Хелена и Албрехт I имат децата:
- Хелена (* 1247; † 12 юни 1309), ∞ 1266 Хайнрих I херцог на Бреслау, ∞ 1275 Фридрих III, бург-граф на Нюрнберг
- Елизабет († пр. 2 февруари 1306), ∞ 1250 Йохан I, граф на Холщайн, ∞ 1265 Конрад I, граф на Брена
- Йохан I (* сл. 1248; † 30 юли 1285), херцог на Саксония-Лауенбург, ∞ 1257 шведската принцеса Ингеборг (* 1247; † 1302), дъщеря на крал Ерих III „XI“ († 1250), ∞ Катарина († 1258), дъщеря на Ярл Суне от Бжäлбо и Хелена, дъщеря на крал Сверкер II
- Албрехт II (* 1250; † 25 август 1298), 1260 херцог на Саксония-Витенберг, ∞ 1273 Агнес (Хагне † 1322), дъщеря на римско-немския крал Рудолф I фон Хабсбург
- Рудолф († сл. 1269), ∞ Анна, дъщеря на пфалцграф Лудвиг от Бавария
- Мехтилд († 1274/1287), ∞ граф Хелмолд III фон Шверин († сл. 1297)